# 比弗頓 (密歇根州)
比弗頓（英語：Beaverton）是一個位於美國密歇根州格拉德溫縣的城市。

## 人口
根據2020年美國人口普查的數據，比弗頓的面積為3.44平方千米，當中陸地面積為2.72平方千米，而水域面積為0.72平方千米。當地共有人口1145人，而人口密度為每平方千米333人。